# Sacoșu Turcesc
Sacoșu Turcesc là một xã thuộc hạt Timiș, România. Dân số thời điểm năm 2002 là 3154 người.